# Liste des dirigeants actuels des districts israéliens
 (août 2023).
Cette page dresse la liste des dirigeants des six districts d’Israël. Les dirigeants de l’administration dans les Territoires palestiniens et dans le Golan sont également mentionnés.

## Commissaires des districts
| District  | Nom         | Depuis (le) |
| --------- | ----------- | ----------- |
| Centre    | ...         | ...         |
| Haïfa     | ...         | ...         |
| Jérusalem | ...         | ...         |
| Nord      | Herzl Gedge | 2005/2006   |
| Sud       | ...         | ...         |
| Tel Aviv  | ...         | ...         |

## Chefs de l’administration dans les Territoires palestiniens et dans le Golan
| District                               | Titre                    | Nom            | Depuis (le)  |
| -------------------------------------- | ------------------------ | -------------- | ------------ |
| Gaza                                   | Chef de l’administration | Khatib Mansour | .../2011     |
| Golan                                  | ...                      | ...            | ...          |
| Aire de Judée-et-Samarie (Cisjordanie) | Chef de l’administration | Moti Elmuz     | .../2011     |
| Territoires palestiniens               | CAGT                     | Eitan Dangot   | Juillet 2009 |

## Note(s)
1. ↑  Titre complet : « Chef de l’Administration de coordination et de liaison avec Gaza ».
2. ↑  Titre complet : « Chef de l’administration civile en Judée-Samarie ».
3. ↑  Judée-Samarie et Gaza.
4. ↑  Coordinateur des activités gouvernementales dans les territoires.